# Johan Conrad Preumayr
Johan Conrad Preumayr, född i december 1775 i Koblenz, död 20 mars 1819, var en tyskfödd fagottist, huvudsakligen verksam i Sverige.

## Biografi
Preumayr kom till Sverige 1805 för konserter tillsammans med sina båda bröder Frans och Carl Josua. Alla tre anställdes samtidigt som fagottister vid Hovkapellet 1807. Då han trakterade flera instrument tjänst gjorde han i omgångar även som violinist och flöjtist. Tillsammans med sina bröder blev han tidigt invald i Par Bricole där de tillsammans med Edouard Du Puy införde den flerstämmiga sången A cappella.
Han gifte sig andra gången 7 juni 1818 med Sofia Charlotta Tidström.

## Verk
- Fagottkonsert. Uppförd oktober 1805.[3]
- Polonäs för tre fagotter och kontrabas. Uppförd november 1805 och april 1807.[3]
- Tersett för trenne fagotter. Uppförd oktober 1805.[3]